# 梁村镇 (高唐县)
梁村镇是中国山东省高唐县下辖的一个镇，位于高唐县北部，距高唐县城13公里，处于高唐县、平原县、夏津县三县交界处。南与人和街道、高唐县开发区、汇鑫街道接壤，北与平原县腰站镇毗连，东与尹集镇为邻，西与夏津县东李镇相接。